# Donald J. Cram
Donald James Cram (22.4.1919 – 17.6.2001) là nhà hóa học người Mỹ đã đoạt giải Nobel Hóa học năm 1987, chung với Jean-Marie Lehn và Charles J. Pedersen "cho công trình của họ về phát triển và sử dụng các phân tử có những tác động qua lại giữa các cấu trúc chuyên biệt của khả năng chọn lọc cao". Họ là những người sáng lập ra lãnh vực Hóa học chủ-khách.

## Tiểu sử
Cram được sinh ra và lớn lên ở Chester, Vermont, trong một gia đình nhập cư. Cha ông là người Scotland, còn mẹ ông là người Đức. Cha ông qua đời trước khi ông được 4 tuổi. Ông lớn lên nhờ chương trình Aid to Families with Dependent Children, và học làm việc từ khi còn nhỏ, như hái trái cây, giao báo bằng cách quẳng vào trước nhà người ta, và sơn nhà cửa cho người ta đổi lấy việc học đàn dương cầm. Khi được 8 tuổi, ông đã làm ít nhất là 18 công việc khác nhau.
Cram theo học trường trung học Winwood High School ở Long Island, New York.
Từ năm 1938 tới 1941, ông học trường Rollins College ở Winter Park, Florida nhờ một học bổng danh dự quốc gia, nơi ông làm việc như nhân viên phụ tá trong phân khoa hóa học, và tham gia hoạt động kịch nghệ, ca đoàn nhà thờ, các hội sinh viên Lambda Chi Alpha, Phi Society, cùng Zeta Alpha Epsilon. Chính tại Rollins mà ông nổi tiếng về việc làm ra trang thiết bị hóa học của riêng mình. Năm 1941, ông đậu bằng cử nhân hóa học.
Năm 1942, ông đậu bằng thạc sĩ ngành hóa hữu cơ ở Đại học Nebraska–Lincoln, với luận văn "Amino ketones, mechanism studies of the reactions of heterocyclic secondary amines with -bromo-, -unsaturated ketones", dưới sự cố vấn của Norman O. Cromwell.
Năm 1947, Cram đậu bằng tiến sĩ ngành hóa hữu cơ ở Đại học Harvard, với luận án mang tên "Syntheses and reactions of 2-(ketoalkyl)-3-hydroxy-1,4-naphthoquinones" dưới sự hướng dẫn của Louis Fieser.

## Sự nghiệp
Từ năm 1942 tới 1945, Cram làm nghiên cứu hóa học ở các phòng thí nghiệm của Merck & Co, nghiên cứu về penicillin dưới sự cố vấn của Max Tishler. Ông là nghiên cứu sinh sau tiến sĩ của Hội Hóa học Hoa Kỳ tại Học viện Công nghệ Massachusetts, với John D. Roberts. Cram là người khởi xướng quy luật Cram, đưa ra một mô hình để dự đoán kết quả việc tấn công ái lực hạt nhân (nucleophilic attack) của các hợp chất carbonyl. Ông đã xuất bản hơn 350 bài khảo cứu khoa học và 8 sách về hóa hữu cơ, cùng dạy các sinh viên sau cử nhân và sau tiến sĩ của 21 quốc gia khác nhau.

### Nghiên cứu

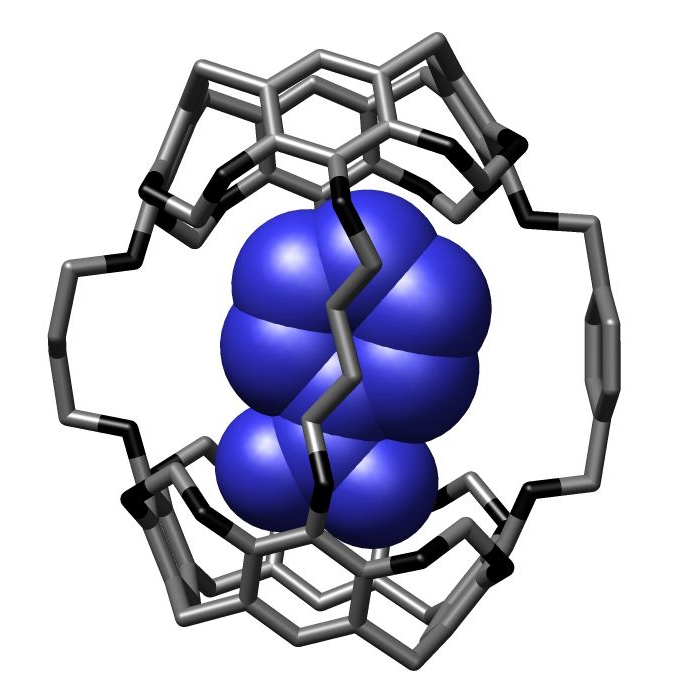
Cấu trúc tinh thể của một Nitrobenzene liên kết bên trong hemicarcerand do Cram và các cộng sự viên báo cáo

Cram đã mở rộng công trình đột phá của Charles J. Pedersen trong 'tổng hợp các ête vòng, các hợp chất hữu cơ hai chiều có khả năng nhận biết và lựa chọn kết hợp với các ion của một số nguyên tố kim loại. Ông tổng hợp các phân tử đã đưa môn hóa học này vào 3 chiều, tạo ra một mảng các phân tử có hình dạng khác nhau mà có thể tương tác có chọn lọc với các hóa chất khác vì các cấu trúc 3 chiều bổ sung của chúng. Công trình của Cram là một bước tiến lớn tới sự tổng hợp các enzyme và các phân tử tự nhiên khác mà cách hoạt động hóa học đặc biệt là do cấu trúc đặc trưng của chúng. Ông cũng nghiên cứu cả Hóa học lập thể. Quy luật Cram (cảm ứng không đối xứng) được đặt theo tên ông.

### Giáo sư
Cram được bổ nhiệm làm giáo sư phụ tá ở Đại học California tại Los Angeles năm 1947, trở thành giáo sư chính thức năm 1955 và đã làm việc ở đây tới năm 1987. Ông thường gẩy đàn guitar và hát các bài dân ca để mua vui cho các sinh viên trong lớp.

## Đời tư
Người vợ đầu của ông là Jean Turner, một bạn học cùng lớp ở Rollins College, cũng đậu bằng cử nhân năm 1941, rồi bằng thạc sĩ xã hội học ở Đại học Columbia. Người vợ thứ hai là Jane, cựu giáo sư hóa học ở Mt. Holyoke College. Cram chọn không sinh con "vì tôi sẽ là một người cha tồi hoặc một nhà khoa học kém cỏi".
Năm 2001, Cram qua đời vì bệnh ung thư ở tuổi 82.

## Tác phẩm
1. Cram, Donald J. (1994). Container Molecules and their Guests. Jane M. Cram. Great Britain: Royal Society of Chemistry. tr. 223 pp. ISBN 0854045074.
2. Cram, Donald J. (1990). From Design to Discovery. Washington, DC: American Chemical Society. tr. 146pp.
3. Cram, Jane M. (1978). The Essence of Organic Chemistry. Donald J. Cram. Reading, Massachusetts: Addison-Wesley. tr. 456pp.
4. Hendrickson, James B. (1970). Organic Chemistry. Donald J. Cram, George S. Hammond. Reading, Massachusetts: McGraw-Hill. tr. 1279pp. 3rd ed.
5. Richards, John (1967). Elements of organic chemistry. Don Cram, George S. Hammond. New York: McGraw-Hill. tr. 444pp.
6. Cram, Donald J. (1965). Fundamentals of Carbanion Chemistry. New York: Academic Press. tr. 289pp.
7. Cram, Donald J. (1964). Organic Chemistry. George S. Hammond. New York: McGraw-Hill. tr. 846pp. 2nd ed.
8. Cram, Donald J. (1959). Organic Chemistry. George S. Hammond. New York: McGraw-Hill. tr. 712pp. 1st ed.

## Giải thưởng và Vinh dự
- Giải Hóa học của Viện Hàn lâm Khoa học quốc gia Hoa Kỳ
- Giải thưởng Nhà nước về Khoa học, Hoa Kỳ, 1993[10]
- Viện sĩ Viện Hàn lâm Khoa học quốc tế
- Giải Tolman của Hội Hóa học Hoa Kỳ, 1984
- Giải Willard Gibbs, 1985
- Giải Arthur C. Cope, 1974
- Viện sĩ Viện Hàn lâm Khoa học và Nghệ thuật Hoa Kỳ, 1967
- "Giải thưởng cho Công trình sáng tạo trong Hóa hữu cơ tổng hợp" của Hội Hóa học Hoa Kỳ, 1965
- Viện sĩ Viện Hàn lâm Khoa học quốc gia Hoa Kỳ, 1961
- Giải Nobel Hóa học 1987[1][2][4]